# Логори за преваспитавање у Синђангу
Логори за преваспитавање у Синђангу који се званично називају Центрима за стручно образовање и обуку  од стране владе Кине, су логори за интернирање којима управљају влада Синђианга и Покрајински комитет Комунистичке партије Кине. Хуман Рајтс Воч наводи да су коришћени за индоктринацију Ујгура и других муслимана од 2017. године у оквиру „народног рата против тероризма“, политике објављене 2014. године. Владе многих земаља и организације за људска права критиковале су логоре због наводних кршења људских права, укључујући злостављање, силовање и мучење, а неки од њих квалификују и као геноцид. Око 40 земаља широм света позвало је Кину да поштује људска права заједнице Ујгура, укључујући земље као што су Канада, Немачка, Турска и Јапан. Владе више од 35 земаља изразиле су протест кинеској влади због постојања логора за интернирање у Синђангу, који су описани као „најекстремнији пример кинеске нехумане политике против Ујгура“.
Кампови су основани 2017. године од стране администрације генералног секретара КПК Си Ђинпинга. Између 2017. и 2021. године операције је водио Чен Квангуо, који је раније био члан Политбироа КПК и секретар комитета који је водио партијски комитет и владу региона. Кампови се воде ван кинеског правног система; многи Ујгури су тамо интернирани без суђења и против њих није подигнута оптужница. Локалне власти држе стотине хиљада Ујгура у овим камповима, као и припаднике других етничких мањинских група у Кини, у наведену сврху борбе против екстремизма и тероризма и промовисања друштвене интеграције.
Интернирање Ујгура и других турских муслимана у логоре представља највеће илегално затварање етничких и верских мањина од Другог светског рата. Од 2020. године, процењено је да су кинеске власти притвориле до 1,8 милиона људи, углавном Ујгура, али и Казахстанаца, Киргиза и других етничких Туркија, муслимана, хришћана, као и неких страних држављана, у овим тајним логорима за интернирање који се налазе широм региона. Према Адријану Зенцу, главном истраживачу логора, масовна интернирања су достигла врхунац 2018. и од тада су се донекле смањила, а званичници су се фокусирали на програме присилног рада. Други активисти за људска права и амерички званичници такође су приметили премештање појединаца из логора у формални казнени систем.
У мају 2018, Рендал Шривер, помоћник америчког министра одбране за питања безбедности Индо-Пацифика, рекао је да је „најмање милион, а вероватно близу три милиона грађана“ затворено у притворским центрима, које је описао као „концентрационе логоре“. У августу 2018, Геј Мекдугал, амерички представник у Комитету Уједињених нација за елиминацију расне дискриминације, рекао је да је комитет примио много веродостојних извештаја да је најмање милион етничких Ујгура у Кини држано у „камповима за преваспитавање“. Било је поређења између логора у Синђијангу и кинеске културне револуције.
Године 2019. у Уједињеним нацијама, 54 земље, укључујући и саму Кину, одбациле су оптужбе и подржале политику кинеске владе у Синђангу. У другом писму, 23 земље су изразиле забринутост у извештајима комитета и позвале Кину да поштује људска права. У септембру 2020. Аустралијски институт за стратешку политику (АСПИ) је у свом пројекту података из Синђијанга известио да је изградња кампова настављена упркос тврдњама владе да се њихова функција гаси. У октобру 2020. објављено је да је укупан број земаља које су осудиле Кину порастао на 39, док је укупан број земаља које су браниле Кину смањен на 45. Шеснаест земаља које су браниле Кину 2019. нису то учиниле 2020. године.

## Позадина
Различите кинеске династије су историјски вршиле различите степене контроле и утицаја над деловима данашњег Синђанга. Регион је дошао под потпуну кинеску власт као резултат експанзије на запад династије Ћинг предвођене Манџуом, која је такође освојила Тибет и Монголију. Ово освајање завршило се око 1758. Иако је номинално проглашено за део основне кинеске територије, царска влада га је генерално посматрала као далеку земљу за себе.
1758. године проглашена је за казнену колонију и место изгнанства, и као резултат тога, управљала се као војни протекторат, а не интегрисана као провинција.
Након убиства Јанг Зенгсина, гувернера полуаутономног Кумул каната у источном Синђијангу под Републиком Кином, 1928. године, Јин Шурен је наследио Јанга на месту гувернера каната. Након смрти Камул Кана Максуд Шаха 1930. године, Јин је у потпуности укинуо канат и преузео контролу над регионом као његов војсковођа. Године 1933, отцепљена Прва источнотуркестанска република је успостављена у Кумулској побуни. Године 1934., војсковођа Шенг Шицаи је освојио Прву Туркестанску републику уз помоћ Совјетског Савеза пре него што се Шенг помирио са Републиком Кином 1942. године.1944. Илијска побуна је довела до Друге источно-туркестанске републике са зависношћу од Совјетског Савеза у трговини, оружју и „прећутном пристанку“ за њено даље постојање пре него што је 1949. припојена Народној Републици Кини.
Од 1950-их до 1970-их, влада Кине је спонзорисала масовну миграцију Хан Кинеза у регион, политику која је промовисала кинеско културно јединство и политику кажњавања одређених израза ујгурског идентитета. Током овог периода, појавиле су се милитантне ујгурске сепаратистичке организације са потенцијалном подршком Совјетског Савеза, а Народна партија Источног Туркестана била је највећа 1968. године. Током 1970-их, Совјети су подржавали Уједињени револуционарни фронт Источног Туркестана (УРФЕТ) у борби против Кинеза.
Године 1997, полицијска хајка и погубљење 30 осумњичених сепаратиста током Рамазана довели су до великих демонстрација у фебруару 1997. које су резултирале инцидентом у Гуљи, обрачуном Народноослободилачке војске (ПЛА) који је довео до најмање девет мртвих. У бомбашким нападима на аутобусе у Урумчију касније тог месеца убијено је девет људи, а повређено је 68, а одговорност коју су признале ујгурске групе у егзилу. У марту 1997. бомба у аутобусу је убила двоје људи, а одговорност су преузели ујгурски радикали и Организација за слободу источног Туркистана са седиштем у Турској.
У јулу 2009. избили су нереди у Синђијангу као одговор на насилни спор између Ујгурских и Хан кинеских радника у фабрици и резултирали су са преко 100 смртних случајева. Након нереда, ујгурски радикали су убили десетине кинеских држављана у координисаним нападима од 2009. до 2016. године. То укључује нападе шприцем у августу 2009., напад бомбом и ножем у Хотану 2011. године, напад ножем на железничку станицу у Кунмингу у марту 2014., напад бомбом и ножем у априлу 2014. железничку станицу у Урумчију, и напад аутомобилом и бомбом у мају 2014. на уличној пијаци у Урумчију. Неколико напада оркестрирала је Исламска партија Туркистана коју је неколико земаља прогласило терористичком организацијом, укључујући Русију, Турску, Уједињено Краљевство и САД поред Уједињених нација.

## Стратешке мотивације
Након што је првобитно порицала постојање логора, кинеска влада је тврдила да су њене акције у Синђангу оправдани одговори на претње екстремизма и тероризма.
Као регион на северозападној периферији Кине који је насељен етничким/језичким/верским мањинама, за Синђијанг важи да „никада није био у потпуности у власти Комунистичке партије Кине”. Део Синђијанга је некада држала царска Русија и такође је кратко време била независна. Традиционално, влада Народне републике Кине је фаворизовала асимилациону политику према мањинама и убрзала је ову политику подстицањем масовне имиграције Хан Кинеза у мањинске земље. Након распада њеног ривала и суседа Совјетског Савеза — још једне огромне мултинационалне комунистичке државе са једним доминантним етничким пореклом — Комунистичка партија Кине је била „убеђена да је етнички национализам помогао да се бивша суперсила распарча на комаде“. Поред тога, терористичке нападе су починили Ујгури 2009, 2013. и 2014. године.
Неколико додатних потенцијалних мотива за појачану репресију у Синђиангу изнели су научници који су спровели истраживања ван Кине. Прво, репресија може једноставно бити резултат повећаног неслагања у региону почевши од отприлике 2009. године; друго, то може бити последица промена у мањинској политици које су промовисале асимилацију у ханску културу; и треће, репресију може првенствено предводити сам Чен Квангуо, што је резултат његовог лично тврдокорног става према уоченим актима побуне.
Кинеска влада је искористила терористичке нападе 11. септембра као оправдање за своје акције против Ујгура. Тврди да су њене акције у Синђангу неопходне јер је Синђанг још један фронт у „глобалном рату против тероризма“. 
Поред тога, неки аналитичари су сугерисали да КПК сматра Синђанг кључним путем у кинеској иницијативи Појас и пут (БРИ), међутим, она сматра да је локално становништво Ксиђианга потенцијална претња успеху иницијативе, или се плаши да би отварање Ксинђанга могло да је отвори све до радикалних утицаја других држава које учествују у БРИ. Шон Робертс са Универзитета Џорџ Вашингтон рекао је да КПК види приврженост Ујгура њиховим традиционалним земљама као ризик за БРИ. Истраживач Адријан Зенц је сугерисао да је иницијатива важан разлог за контролу кинеске владе над Синђангом.

## Политика КПК од 2009. до 2016. године
И пре и до недуго након нереда у Урумчију у јулу 2009. године, Ванг Лекуан је био партијски секретар за регион Ксиђианг, што је заправо била највиша поднационална улога; отприлике еквивалент гувернеру у западној провинцији или држави. Ванг је радио на програмима модернизације у Синђангу, укључујући индустријализацију, развој трговине, путева, железница, развој угљоводоника и гасовода од суседног Казахстана до источне Кине. Ванг је такође ограничио локалну културу и религију, заменио ујгурски језик стандардним мандаринским као средством образовања у основним школама и кажњавао или забрањивао међу државним радницима (у региону у којем је влада била веома велики послодавац), ношење браде и мараме, верски пост и молитва на послу. Током 1990-их, многи Ујгури у деловима Синђијанга нису могли да говоре мандарински кинески.
Године 2013. објављена је Иницијатива Појас и пут, масивни трговински пројекат у чијем средишту је Синђанг. Кинеске власти су 2014. године најавиле „народни рат против тероризма“, а локалне власти су увеле нова ограничења, укључујући забрану дугих брада и ношења бурке у јавности. Године 2014. концепт „трансформације кроз образовање“ почео је да се користи у контекстима изван Фалун Гонга кроз систематске кампање „деекстремификације“. Под Џангом, Комунистичка партија је покренула своју „Кампања за жестоки удар против насилног тероризма“ у Синђангу.
У августу 2016, Чен Куангуо, познати секретар Комунистичке партије Тибета, преузео је контролу над аутономним регионом Синђанг. Критичари су Чена означили као одговорног за главну компоненту „потчињавања“ Тибета.
Након Ченовог доласка, локалне власти су регрутовале преко 90.000 полицајаца 2016. и 2017. године – двоструко више него што су регрутовале у протеклих седам година, и поставиле чак 7.300 добро чуваних контролних пунктова у региону. Покрајина је постала позната као један од региона са најстрожим надзором полиције. Новински извештаји на енглеском језику означили су тренутни режим у Синђангу као најопсежнију полицијску државу на свету.

## Антирелигијске кампање
Као комунистичка држава, Кина нема званичну државну религију, међутим, њена влада признаје пет различитих верских конфесија, наиме будизам, таоизам, ислам, католицизам и протестантизам. Западни медији су 2014. објавили да је спроводила антирелигијске кампање у циљу промовисања атеизма.
Тренд се убрзао 2018. године када су Државна комисија за етничка питања и Државна управа за вјерска питања стављене под контролу Одјељења за рад Уједињеног фронта КПК.
Око 2015. године, према кинеским бранитељима људских права, високи званичник КПК је тврдио да је „трећина“ Ујгура у Синђангу „загађена религиозним екстремистичким снагама“ и да их је потребно „образовати и реформисати помоћу концентрисане силе“.
Отприлике у исто време, кинески државни безбедносни апарат развијао је „Интегрисану платформу за заједничке операције“ (ИЈОП) за анализу информација које су прикупљене из његових података надзора. Према анализи овог софтвера од стране Хјуман Рајтс Воч-а, ИЈОП би могао оценити да припадник мањинске групе спада у један од 36 „типова особа“ који би могли да доведу до хапшења и интернирања у логор за преваспитавање. 

### Политике и теорије
Подручје под строгом полицијом и хиљаде контролних пунктова помогли су и убрзали затварање мештана у логорима. У 2017. овај регион је чинио 21% свих хапшења у Кини упркос томе што чини мање од 2% националног становништва, осам пута више него претходне године. Правосудни и други владини бирои многих градова и округа почели су да објављују низ понуда за набавку и изградњу ових планираних кампова и објеката. Широм региона се све више граде масовни притворски центри који се користе за држање стотина хиљада људи који су на мети због њихове верске праксе и етничке припадности.
Према речима кинеског амбасадора у Аустралији Ченг Ђингјеа у децембру 2019, сви „приправници“ у центрима су дипломирали и постепено су се вратили на своја радна места или уз помоћ владе пронашли нове послове. Ченг је такође назвао извештаје да је милион Ујгура притворено у Синђангу „лажним вестима“ и да „оно што је урађено у Синђангу нема... разлику од онога што друге земље, укључујући западне земље, [чине] у борби против терориста„
Током пандемије КОВИД-19 у континенталној Кини, није било извештаја о случајевима корона вируса у затворима у Синђангу или условима у логорима за интернирање. Након обуставе програма због пандемије коронавируса 2019–20, ујгурски радници су враћени у друге делове Синђијанга и остатка Кине како би наставили са радом почевши од марта 2020. године. У септембру 2020. Аустралијски институт за стратешку политику (АСПИ) покренуо је свој пројекат података из Синђианга, који је известио да се изградња кампова наставља упркос тврдњама да се њихова функција гаси, са идентификованим 380 логора и центара за притвор.
Земље са већинским муслиманским становништвом, попут УАЕ, Саудијске Арабије и Египта, показивале су отворену подршку азијској нацији, наводећи да „Кина има право да предузме мере против тероризма и деекстремизма“. Арапске нације су занемаривале кршење људских права како не би уништиле економске везе које су одржавале са Кином, која је за ове земље кључни трговински партнер и инвеститор. Штавише, прогнани Ујгурски муслимани у овим земљама су редовно затварани и депортовани назад у Кину.
Дана 16. новембра 2019, Њујорк Тајмс је објавио опсежно цурење докумената на 400 страница, које је добио од члана кинеске владе, у нади да ће генерални секретар КПК Си Ђинпинг бити позван на одговорност за своје поступке. Њујорк тајмс је навео да цурење података указује на незадовољство унутар Комунистичке партије у вези са обрачуном у Синђијангу. Анонимни владин званичник који је обелоданио документе је то урадио са намером да би обелодањивање „спречило лидере странака, укључујући господина Сија, да побегну од кривице за масовна затварања.“
Један документ је био приручник који је имао за циљ да пренесе поруке ујгурским студентима који су се враћали кући и питали о својим несталим пријатељима или рођацима који су били интернирани у логорима. У њему се наводи да владино особље треба да призна да интернирани нису починили злочин и да је „само њихово размишљање заражено нездравим мислима“. Званичници су упућени да кажу да чак ни бака и деда и чланови породице који су изгледали престари да би извршили насиље не могу бити поштеђени.
Чајна Дејли је 2018. известио да је званичник КПК Ванг Јонџи смењен због „озбиљних дисциплинских прекршаја“. Њујорк тајмс је добио копију Ванговог признања (које је у извештају вероватно потписано под принудом) и навео да је Њујорк тајмс веровао да је отпуштен због тога што је био превише благ према Ујгурима, на пример због пуштања 7.000 заточеника. Ванг је рекао својим претпостављенима да је забринут да би акције против Ујгурана изазвале незадовољство и тако резултирале већим насиљем у будућности. У документима који су процурели наводи се, „он је игнорисао стратегију централног руководства странке за Синђанг, и отишао је до дрског пркоса. Одбио је да окупи све који би требало да буду ухапшени“. Чланак је дискретно подељен на кинеској платформи Сина Веибо, где су неки корисници Интернета изразили симпатије према њему. У 2017. било је више од 12.000 истрага против чланова странке у Синђиангу због прекршаја или отпора у „борби против сепаратизма“, што је више од 20 пута више од претходне године.
Међународни конзорцијум истраживачких новинара (ИЦИЈ) је 24. новембра 2019. објавио Чајна Каблес, који се састоји од шест докумената, „оперативног приручника“ за вођење кампова и детаљне употребе предиктивне полиције и вештачке интелигенције за циљање људи и регулисање живота унутар логора.
„Полицијски досије Ксињианга“, велики број полицијских фајлова изведених из података пронађених у хаковању локалног рачунарског сервера, послат је немачком антропологу Адријану Зенцу, који ради за Меморијалну фондацију жртава комунизма. Зенц је санкционисан од стране кинеске владе од 2021. Он је био кључан у разоткривању система логора у Синђиангу. Фајлови и неки преводи на енглески су делимично доступни преко њихове посебне почетне странице коју је поставила ова фондација или преко линкова ка академском репозиторијуму у Зенцовом чланку у часопису Европске асоцијације за кинеске студије.
Према процени бројних дигиталних форензичара и других стручњака, полицијски досије Синђианга потичу са компјутера кинеских власти. То је највеће цурење података о кинеским државним камповима за преваспитање које је до сада објављено ван Кине.
У урбаним срединама, већина кампова је претворена из постојећих стручних школа, школа КПК, редовних школа или других службених зграда, док је у приградским или руралним подручјима већина кампова изграђена посебно за потребе преваспитања. Ове кампове чувају оружане снаге или специјална полиција и опремљени су капијама налик затвору, околним зидовима, сигурносним оградама, системима за надзор, караулама, стражарским просторијама и објектима за наоружану полицију.
Иако не постоје јавни, проверљиви подаци о броју логора, било је различитих покушаја да се документују сумњиви логори на основу сателитских снимака и владиних докумената. Дана 15. маја 2017, Јаместаун Фоундатион, истраживачки центар са седиштем у Вашингтону, ДЦ, објавио је листу од 73 владине понуде у вези са установама за преваспитање. Аустралијски институт за стратешку политику (АСПИ) је 1. новембра 2018. известио о сумњивим камповима на 28 локација. Ројтерс и Еартхрисе Медиа су 29. новембра 2018. известили о 39 сумњивих логора. Покрет националног буђења источног Туркистана је известио о још већем броју логора.
Притварање Ујгура и других етничких мањина је оставило много деце без родитеља. Кинеска влада је држала ову децу у разним институцијама и школама које су колоквијално познате као „интернати“, иако нису све резиденцијалне установе, које служе као де фацто сиротишта. У септембру 2018, Асошијетед прес је известио да се граде хиљаде интерната.
Према Адријану Зенцу и Би-Би-Сију 2019. године, деца притворених родитеља у интернатима кажњена су зато што не говоре мандарински кинески и спречена да испољавају своју веру. Хјуман Рајтс Ватч је рекао да су деца заточена у установама за заштиту деце и интернатима држана без сагласности родитеља или приступа. У децембру 2019, Њујорк тајмс је известио да је око 497.000 ученика основних и средњих школа уписано у ове интернате. Такође су известили да је ученицима дозвољено да виде чланове породице само једном у две недеље и да им је забрањено да говоре ујгурски језик.

## Локације
Локације кампова идентификовали су Национална геопросторно-обавештајна агенција САД и Аустралијски институт за стратешку политику
Бројне локације су идентификоване као логори за преваспитавање. Аустралијски институт за стратешку политику, чије финансирање првенствено потиче од аустралијске владе, а финансирање из иностранства првенствено из америчког Стејт департмента и Министарства одбране, идентификовао је више од 380 „објеката за које се сумња да е користе као логори“.
1. ↑  „China: Free Xinjiang ‘Political Education’ Detainees | Human Rights Watch” (на језику: енглески). 2017-09-10. Приступљено 2024-07-23.
2. 1 2  „New York Times New York State Catholic Poll, November 1999”. ICPSR Data Holdings. 2000-04-18. Приступљено 2024-07-23.
3. ↑  „Committee News Release - October 21, 2020 - SDIR (43-2) - House of Commons of Canada”. www.ourcommons.ca (на језику: енглески). Приступљено 2024-07-23.
4. ↑  „China/Hong Kong: UN experts urge China to respect protesters’ rights”. Human Rights Documents Online. Приступљено 2024-07-23.
5. ↑  Paik, A. Naomi (2016-04-11), Internment Remains, University of North Carolina Press, стр. 21—56, Приступљено 2024-07-23
6. ↑  van Els, Peter (2008-11-21). „From De Economist of 1858 Economic Chronicle (14 January)”. De Economist. 156 (4): 529—529. ISSN 0013-063X. doi:10.1007/s10645-008-9108-z.
7. 1 2  Raza, Zainab (2019-08-08). „CHINA’S ‘POLITICAL RE-EDUCATION’ CAMPS OF XINJIANG’S UYGHUR MUSLIMS”. Asian Affairs. 50 (4): 488—501. ISSN 0306-8374. doi:10.1080/03068374.2019.1672433.
8. ↑  Smith Finley, Joanne (2021-07-03). „Why Scholars and Activists Increasingly Fear a Uyghur Genocide in Xinjiang”. Journal of Genocide Research (на језику: енглески). 23 (3): 348—370. ISSN 1462-3528. doi:10.1080/14623528.2020.1848109.
9. ↑  Brophy, David (2019). „Good and Bad Muslims in Xinjiang”. Made in China Journal. 4 (2). ISSN 2206-9119. doi:10.22459/mic.04.02.2019.05.
10. ↑  Bivens, Nolen V.; Reichart, John; Angerman, William (1997-01-01). Policy Development Under Fire. Explaining How U.S. Forces May Serve Under Foreign Command (Извештај). Fort Belvoir, VA: Defense Technical Information Center.
11. ↑  „india-dams-goes-ahead-despite-mass-opposition-feb-1991-4-pp”. Human Rights Documents online. Приступљено 2024-07-23.
12. ↑  „New Trump tariff threat may delay China trade deal”. Emerald Expert Briefings. 2019-05-07. ISSN 2633-304X. doi:10.1108/oxan-es243699.
13. ↑  Uighurs, Routledge, 2010-07-23, стр. 334—389, ISBN 978-0-203-85084-8, Приступљено 2024-07-23
14. ↑  Hay, Trevor (1989-09). „Cultural Revolution in China's Schools. May 1966–April 1969. By Julia Kwong. [Stanford: Hoover Institution Press, 1988. 200 pp. $16.95.]”. The China Quarterly. 119: 645—646. ISSN 0305-7410. doi:10.1017/s0305741000023067. Проверите вредност парамет(а)ра за датум: |date= (помоћ)
15. ↑  „Original PDF”. dx.doi.org. Приступљено 2024-07-23.
16. ↑  Holmström, Leif, ур. (2002-01-01), United Nations Committee on the Elimination of Racial Discrimination, Brill | Nijhoff, стр. 1—1, ISBN 978-90-411-1764-9, Приступљено 2024-07-23
17. ↑  „UN HUMAN RIGHTS COUNCIL MUST DEMAND ANSWERS FROM CHINA OVER XINJIANG MASS INTERNMENT CAMPS”. Human Rights Documents Online. Приступљено 2024-07-23.
18. ↑  Hok, Hannah; Martin, Alia; Trail, Zachary; Shaw, Alex (2019-11-04). „When Children Treat Condemnation as a Signal: The Costs and Benefits of Condemnation”. Child Development. 91 (5): 1439—1455. ISSN 0009-3920. doi:10.1111/cdev.13323.
19. ↑  Irvin Ehrenpreis, Review, 'new York Review of Books', February 1977, Routledge, 2002-09-11, стр. 516—524, ISBN 978-0-203-19851-3, Приступљено 2024-07-23
20. ↑  Newby, Laura (2005). The Empire and the Khanate: a political history of Qing relations with Khoqand c. 1760-1860. Brill's Inner Asian library. Leiden ; Boston: Brill. ISBN 978-90-04-14550-4.
21. ↑  Forbes, Andrew D. W. (1986). Warlords and Muslims in Chinese Central Asia: a political history of Republican Sinkiang, 1911-1949. Cambridge u.a: Cambridge University Press. ISBN 978-0-521-25514-1.
22. ↑  Millward, James A. (2007). Eurasian crossroads: a history of Xinjiang. New York: Columbia University Press. ISBN 978-0-231-13924-3. OCLC ocm63808300.
23. ↑  Benson, Linda (1990). The Ili rebellion: the Moslem challenge to Chinese authority in Xinjiang, 1944 - 1949. An East Gate book. Armonk, N.Y London: M.E. Sharpe. ISBN 978-0-87332-509-7.
24. ↑  Origins of the East Turkestan Independence Movement:, The Chinese University of Hong Kong Press, 2020-03-15, стр. 27—48, Приступљено 2024-07-23
25. ↑  „human-rights-watch-china-devastating-blows-apr-2005-vol17-no2c-115-pp”. Human Rights Documents online. Приступљено 2024-07-23.
26. 1 2  Dillon, Michael (2003-10-23). Xinjiang. Routledge. ISBN 978-0-203-16664-2.
27. ↑  Reed, J. Todd; Raschke, Diana (2010). The ETIM: China's Islamic militants and the global terrorist threat. PSI guides to terrorists, insurgents, and armed groups. Santa Barbara, Calif: Praeger. ISBN 978-0-313-36540-9. OCLC 504270479.
28. ↑  „news-from-human-rights-watch-no5-g-september-11-attacks-crimes-against-humanity-the-aftermath-volume-1-october-15-2001-october-2001”. Human Rights Documents online. Приступљено 2024-07-23.
29. ↑  Debata, Mahesh Ranjan (2007). China's minorities: ethnic-religious separatism in Xinjiang. New Delhi: Pentagon Press. ISBN 978-81-8274-325-0.
30. ↑  Walker, Yvette (2009-02-09), Watts Riot, Oxford University Press, ISBN 978-0-19-530173-1, Приступљено 2024-07-23
31. ↑  Gillespie, Robyn; Harrison, Lindsey; Mullan, Judy (2017). Undertaking Qualitative Research With Ethnic Minority Groups. 1 Oliver's Yard, 55 City Road, London EC1Y 1SP United Kingdom: SAGE Publications Ltd. ISBN 978-1-5264-1101-3.
32. ↑  „Ukraine: Car bomb killing of journalist despicable attack on freedom of expression”. Human Rights Documents Online. Приступљено 2024-07-23.
33. ↑  Asia and the Pacific, UN, 2007-12-31, стр. 323—387, ISBN 978-92-1-054327-9, Приступљено 2024-07-23
34. ↑  Greitens, Sheena Chestnut; Lee, Myunghee; Yazici, Emir (2020). „Counterterrorism and Preventive Repression: China's Changing Strategy in Xinjiang”. International Security (на језику: енглески). 44 (3): 9—47. ISSN 0162-2889. doi:10.1162/isec_a_00368.
35. ↑  The New Yorker, Purdue University Press, 2012-03-15, стр. 243—245, Приступљено 2024-07-23
36. 1 2  Anas, Anas (2021-06-15). „UIGHURS IN XINJIANG: ECONOMIC DISCRIMINATION AND POLITICAL REPRESSION”. GLOBAL JOURNAL FOR RESEARCH ANALYSIS: 173—175. doi:10.36106/gjra/2313098.
37. ↑  Kaltman, Blaine. In the shadow of the dragon : a study of the coping strategies employed by the Uighur living in predominantly Han locales in Xinjiang and China's coastal cities (Теза). University of Queensland Library.
38. ↑  Overseas RMB Funds in France, World Scientific, 2019-11, стр. 157—201, Приступљено 2024-07-23 Проверите вредност парамет(а)ра за датум: |date= (помоћ)
39. ↑  Jones, Michael Frederick, (born 3 July 1937), Associate Editor (Politics), The Sunday Times, 1995–2002, Oxford University Press, 2007-12-01, Приступљено 2024-07-23
40. ↑  Neville-Hadley, Peter (1997). China: the Silk Routes. London: Cadogan. ISBN 978-1-86011-052-8.
41. ↑  Lee, Michelle (2023). „Protecting Human Rights in the Age of Digital Surveillance: A Comparative Study of Rohingya Refugees and Uighurs in Xinjiang, China.”. SSRN Electronic Journal. ISSN 1556-5068. doi:10.2139/ssrn.4651223.
42. ↑  Dai, Mengliang (2020-03-17). „The 1983 Strike-Hard Campaign in China: a Moral Panic?”. The British Journal of Criminology. 60 (5): 1220—1241. ISSN 0007-0955. doi:10.1093/bjc/azaa016.
43. ↑  Zenz, Adrian; Leibold, James (2019-07-12). „Securitizing Xinjiang: Police Recruitment, Informal Policing and Ethnic Minority Co-optation”. The China Quarterly. 242: 324—348. ISSN 0305-7410. doi:10.1017/s0305741019000778.
44. ↑  June, Dale L. (2019-11-27), Fear and the News Media, Routledge, стр. 104—114, ISBN 978-0-429-28345-1, Приступљено 2024-07-24
45. ↑  Geoff (1997). „Religious Minorities and Their Rights: A Problem of Approach”. International Journal on Minority and Group Rights. 5 (2): 97—134. ISSN 1385-4879. doi:10.1163/15718119720907435.
46. ↑  Buang, Sa’eda; Chew, Phyllis Ghim-Lian, ур. (2014-05-09). Muslim Education in the 21st Century. Routledge. ISBN 978-1-317-81500-6.
47. ↑  Leibold, James (2016-03-08), Interethnic Conflict in the PRC, Columbia University Press, стр. 223—250, Приступљено 2024-07-24
48. 1 2  Dillon, Michael (2016-11-25), Xinjiang and the Uyghurs, Edward Elgar Publishing, ISBN 978-1-78471-736-0, Приступљено 2024-07-24
49. ↑  Zenz, Adrian (2018-09-07). „"Thoroughly Reforming Them Towards a Healthy Heart Attitude" - China's Political Re-Education Campaign in Xinjiang”. dx.doi.org. Приступљено 2024-07-24.
50. ↑  „Dai Ailian in Guerilla March, 1940”. dx.doi.org. Приступљено 2024-07-24.
51. ↑  Malone, Beverly (2005-07-20). „Voices”. Nursing Standard. 19 (45): 35—35. ISSN 0029-6570. doi:10.7748/ns.19.45.35.s38.
52. ↑  not provided, health (2022-04-28). „[RETRACTED] Guardian Blood Balance Australia 2022: (Guardian Botanicals Blood Balance Australia ) , Fake Reviews, Heart-related, Cholesterol Level, Blood Sugar v1”. dx.doi.org. Приступљено 2024-07-24.
53. ↑  „New York Times New York State Poll, March 1999”. ICPSR Data Holdings. 1999-06-16. Приступљено 2024-07-24.
54. ↑  Map:, Princeton University Press, 2020-09-08, стр. viii—viii, ISBN 978-0-691-20221-1, Приступљено 2024-07-24
55. ↑  „Washington Post September 11th Poll, September 2002”. ICPSR Data Holdings. 2002-12-09. Приступљено 2024-07-24.
56. ↑  About the author, Princeton University Press, 2020-12-31, стр. vi—vi, Приступљено 2024-07-24
57. ↑  „New York Times New York State Catholic Poll, November 1999”. ICPSR Data Holdings. 2000-04-18. Приступљено 2024-07-24.
58. ↑  „Leaked documents reveal behind-the-scenes Ebola vaccine issues”. AAAS Articles DO Group. 2021-10-18. Приступљено 2024-07-24.
59. ↑  Chung, Chien-Peng (2018-12-09). „Xinjiang and Tibet as “Internal Colonies” of China: Evidence from Official Data”. Journal of Ethnic and Cultural Studies: 118—139. ISSN 2149-1291. doi:10.29333/ejecs/122.
60. ↑  Vander Meulen, Jacob (2000), Wilson, Charles Edward (18 November 1886–03 January 1972), industrialist and government official, Oxford University Press, Приступљено 2024-07-24
61. ↑  Three. Establishing The Structures Of Internment, From Limited To Mass Internment, 1942–1943, Princeton University Press, 2010-12-31, стр. 76—106, Приступљено 2024-07-24
62. ↑  Zenz, Adrian (2019-07-12). „Beyond the Camps: Beijing's Grand Scheme of Forced Labor, Poverty Alleviation and Social Control in Xinjiang”. dx.doi.org. Приступљено 2024-07-24.
63. ↑  Zenz, Adrian (2023-05-10). „Coercive Labor in the Cotton Harvest in the Xinjiang Uyghur Autonomous Region and Uzbekistan”. Communist and Post-Communist Studies. 56 (2): 1—32. ISSN 0967-067X. doi:10.1525/cpcs.2023.1822939.
64. ↑  Behmer, Markus (2022). „Bilder des Grauens. Medienethische Überlegungen zur Kriegsfotografie”. Communicatio Socialis. 55 (4): 454—467. ISSN 0010-3497. doi:10.5771/0010-3497-2022-4-454.
65. ↑  „Sanctioning China over Uighurs fits Trump's agenda”. Emerald Expert Briefings. 2018-09-12. ISSN 2633-304X. doi:10.1108/oxan-es238427.
66. ↑  „CHINA: MASS INTERNMENT CAMPS ARE PLACES OF PUNISHMENT, NOT 'VOCATIONAL TRAINING'”. Human Rights Documents Online. Приступљено 2024-07-24.
67. ↑  Vu, Tuong; Le Thu, Huong (2018-08-31). „Vietnam’s Communist Revolution: The Power and Limits of Ideology”. Contemporary Southeast Asia. 40 (2): 336—338. ISSN 0129-797X. doi:10.1355/cs40-2j.
68. 1 2 3  Hsiao, Yu-Yu; Shih, Ching-Lin; Yu, Wan-Hui; Hsieh, Cheng-Hsi; Hsieh, Ching-Lin (2015). „Short Form-36 Taiwan version”. PsycTESTS Dataset. Приступљено 2024-07-24.
69. ↑  „New &lt;em&gt;Health Affairs&lt;/em&gt;: Hospital Errors Ten Times More Common Than Thought?”. Forefront Group. 2011-04-07. Приступљено 2024-07-24.
70. ↑  Blackburn, Barbara R. (2019-04-26), Myth Two, Routledge, стр. 21—35, ISBN 978-0-429-42938-5, Приступљено 2024-07-24
71. ↑  Gracie, Carrie, (born 1962), China Editor, BBC News, since 2014, Oxford University Press, 2017-12-01, Приступљено 2024-07-24
72. ↑  „USA: AMNESTY INTERNATIONAL CALLS ON ICE TO RELEASE DETAINED TRANSGENDER WOMAN RIGHTS ACTIVIST”. Human Rights Documents Online. Приступљено 2024-07-24.
73. ↑  The Lancet (2012). „Pulling the plug on drug detention centres in Asia”. The Lancet. 380 (9840): 448. ISSN 0140-6736. doi:10.1016/s0140-6736(12)61278-1.